# 宛山石塔
31°35′36″N 120°31′46″E / 31.59335°N 120.52945°E
宛山石塔，又称报亲塔、宝清塔，位于中华人民共和国江苏省无锡市锡山区羊尖镇宛山，是江苏省文物保护单位。

## 特点
明嘉靖二十六年（1574年），当地人顾大栋建。石塔塔心为实心，仿楼阁式，六面六层，底层每面宽2.5米，向上逐层收窄，通高12米。塔心用铁褐色石块砌筑，并用石灰糯米汁拌砂，浇浆灌缝。外部是以青石条块包砌成。因年代久远，塔除正南青石贴条基本完好，其他均开始剥落。

## 保护
1983年，由原无锡县人民政府公布为无锡县文物保护单位。2000年8月，当地政府开始募资40万元重修石塔，并于2001年4月3日修复竣工。2011年12月30日，江苏省人民政府认定其为江苏省文物保护单位。